# Paulo Turra
Paulo César Turra (Tuparendi, 14 de novembro de 1973), é um treinador e ex-futebolista brasileiro que atuava como zagueiro. Atualmente está sem clube

## Carreira como jogador
Paulo Turra foi formado na base do Caxias de onde saiu para defender o Botafogo ainda nos anos 90, conquistando o Campeonato Carioca. Voltou ao Caxias que, então comandado pelo técnico Tite, ganhou o primeiro Campeonato Gaúcho de sua história, em 2000. Na decisão, a equipe de Turra, zagueiro titular durante toda a campanha, derrotou o Grêmio, de Ronaldinho Gaúcho.
No mesmo ano, Turra despertou o interesse do Palmeiras, do técnico Luiz Felipe Scolari. Atuou na conquista da Copa dos Campeões, que garantiu uma vaga na Libertadores. No mesmo ano, se conquistaria o vice-campeonato da Copa Mercosul. Na temporada seguinte, 2001, Turra atuou no Palmeiras do técnico Celso Roth, que chegou à semifinal da Libertadores.
Ainda em 2001, Turra se transferiu para Portugal, onde jogou por quatro temporadas; três no Boavista e uma no Vitória de Guimarães. No Boavista, obteve um vice-campeonato português e enfrentou um ainda jovem Cristiano Ronaldo, que atuava no Sporting. Em seu período no futebol português, Turra ainda chegou a uma semifinal da Copa da UEFA, hoje, Liga Europa.

## Carreira como treinador

### Novo Hamburgo
Começou a carreira como treinador ao ser o auxiliar do Novo Hamburgo em 2008 e interino em 2009. Ainda em 2009, foi promovido a treinador principal.

### Esportivo
Em 2010, treinou a equipe do Esportivo de Bento Gonçalves.

### Brusque
Na temporada de 2011, Paulo Turra assumiu o comando do time do Brusque na disputa do  Campeonato Catarinense e a Série D.

### Brasil de Farroupilha
Em 2011, o treinador assumiu o Brasil de Farroupilha, na segunda divisão do Campeonato Gaúcho, porém, a equipe não obteve o acesso. 

### Cianorte
No dia 25 de novembro de 2011, Paulo Turra assumiu o Cianorte, onde foi vice-campeão do Interior Paranaense e disputou a Série D.

### Operário
Em meio ao Estadual de 2013, Paulo Turra assumiu o Operário Ferroviário, onde também chegou à final do Campeonato do Interior.

### Marcílio Dias
No ano de 2013, teve rápida passagem pelo Marcílio Dias.

### Daegu
No início de 2014, esteve próximo de ser anunciado como técnico do Daegu FC, da Coréia do Sul, mas a equipe acabou rebaixada no campeonato nacional e houve uma modificação geral na estrutura do clube.

### Avaí
No dia 14 de fevereiro de 2014, assumiu o último clube de sua carreira como jogador, o Avaí. Assumiu o time após a demissão de Emerson Nunes do cargo, também ex-zagueiro do Avaí. Turra assumiu uma tarefa difícil, já que o clube passara por uma de suas maiores crises em toda a sua história de 90 anos. Em seu primeiro discurso como técnico do Avaí, Paulo disse que "essa é a maior chance" de sua carreira como treinador.
Turra assumiu o time no crucial jogo contra a Chapecoense no dia 23 de fevereiro de 2014. O jogo ia decidir a permanência ou não dos dois clubes pela disputa da classificação para o quadrangular final do Campeonato Catarinense. O Avaí perdeu o jogo de virada, por 2x1, em casa, para a Chapecoense, o que culminou na demissão do técnico.

### Caxias
Em 17 de outubro de 2014, Paulo Turra acertou com o Caxias para comandar a equipe grená no Campeonato Gaúcho de 2015. Com apenas 12 jogos no comando da equipe, sendo 10 do campeonato gaúcho e apenas 1 jogo da Copa do Brasil, e um amistoso, foi demitido, após 5 derrotas consecutivas.

### Cianorte
Em novembro de 2015, o treinador assumiu o Cianorte Futebol Clube, em sua segunda passagem pelo clube, para a disputa da Divisão de Acesso do Campeonato Paranaense. Turra conquistou o primeiro título de sua carreira como treinador, levando o Cianorte para a primeira divisão do Paranaense. 
O treinador deixou a equipe em 1 de dezembro de 2016, após convite do técnico Luís Felipe Scolari para se tornar auxiliar do Guagzhou Evergrande.

### Auxiliar técnico de Felipão

#### Guangzhou Evergrande
Na temporada de 2017, Turra se tornou auxiliar técnico ao lado do Murtosa, dentro da comissão do Luiz Felipe Scolari no Guangzhou Evergrande, onde foi campeão da Supercopa da China e campeão chinês.
Em 4 de novembro de 2017, Scolari anunciou que deixaria o comando do time.

#### Palmeiras
No dia 27 de julho de 2018, juntamente com a comissão técnica de Felipão, assumiu a Sociedade Esportiva Palmeiras. Após uma campanha invicta após a chegada de Felipão, o time foi campeão brasileiro. Se destacou pelo uso de fones não convencionais em campo.
Em dezembro de 2018, obteve a licença "Pro" da COMENBOL/FIFA, habilitando-o a treinar qualquer equipe no cenário mundial. 
Em 2 de setembro de 2019, Scolari foi demitido do Palmeiras, após uma sequência de resultados negativos, juntamente com Turra e comissão técnica.

#### Cruzeiro
Em 15 de outubro de 2020, foi anunciado como auxiliar técnico do Cruzeiro, durante a disputa da Série B, ainda na comissão de Felipão, com contrato até o final de 2022.

#### Grêmio
No dia 7 de julho de 2021, foi anunciado como auxiliar técnico do Grêmio, na comissão de Felipão.

### Athletico Paranaense
No início de 2023, após aposentadoria de Luiz Felipe Scolari, no qual trabalhou como auxiliar técnico por 6 anos, Paulo Turra foi oficializado como treinador principal do Athletico Paranaense.
No clube, foi campeão paranaense invicto em 2023, e teve um total de 36 jogos, sendo 26 vitórias, 4 empates e 6 derrotas.
Em 16 de junho de 2023, durante pausa do futebol brasileiro por data FIFA, foi demitido, após a saída de Luiz Felipe Scolari do cargo de diretor técnico, que voltou a ser treinador e assumiu o Atlético Mineiro, tendo sua passagem marcada por muitas críticas da torcida ao seu estilo de jogo.

### Santos
Em 23 de junho de 2023, foi anunciado como novo treinador do Santos, para comandar o time no Campeonato Brasileiro, após a demissão de Odair Hellmann.
Fez sua estreia pela equipe paulista na Copa Sul-americana, diante do Blooming, empatando por 0 a 0 . Posteriormente, foi derrotado pelo Cuiabá no Campeonato Brasileiro, pelo placar de 3 a 0, o que fez com que isso fosse a maior diferença de gols aplicada pelo clube de Mato Grosso na primeira divisão nacional. 
Em 6 de agosto de 2023, o Santos anunciou seu desligamento do clube,  depois de sete jogos: só uma vitória, três empates e três derrotas. A falta de evolução da equipe nas partidas e a ausência de resultados foram os motivos para a demissão.

## Títulos

### Como treinador
Athletico Paranaense
- Campeonato Paranaense: 2023[21]

Cianorte
- Campeonato Paranaense - 2ª Divisão: 2016

### Como auxiliar técnico
Palmeiras
- Campeonato Brasileiro: 2018

Guangzhou Evergrande
- Super Liga Chinesa: 2017
- Supercopa da China: 2017

### Como jogador
Palmeiras
- Copa dos Campeões: 2000

Caxias
- Campeonato Gaúcho: 2000
- Copa Ênio Andrade:1998
- Copa Daltro Menezes: 1996

Botafogo
- Campeonato Carioca: 1997
- Taça Guanabara: 1997